# Wharariki Beach
Wharariki Beach je pláž na pobřeží Tasmanova moře, západně od mysu Farewell, nejsevernějšího bodu Jižního ostrova Nového Zélandu.
Na, na sever orientovanou, písečnou pláž se lze dostat po přibližně 21 minutové pěší túře z konce Wharariki Road. Konec silnice je přibližně 4 kilometry od nejbližší osady, malé vesnice Pūponga. Kemp se nachází u silnice Wharariki, ale oblast kolem pláže je bez jakékoli turistické vybavenosti. Pláž Wharariki je hraničí parkem Puponga Farm Park, přičemž okolí pláže je obklopeno severní částí národního parku Kahurangi.
Pláž je na východě a západě lemována útesy, ale vzhledem k ploché topografii oblasti za ní jsou pláž a travnaté duny vystaveny větrům.
Pláž Wharariki je velice známá díky Archwayským ostrovům, které se často objevují na fotografiích v novozélandských krajinných kalendářích. Je to také výchozí obrázek zamykací obrazovky a jedna z tapet na plochu v operačním systému Microsoft Windows 10.

## Archwayské ostrovy
Archway Islands je skupina čtyř skalních bloků nebo malých ostrůvků, přičemž i ten největší z nich měří jen asi 300 krát 200 metrů.
Největší z ostrovů je nejblíže pevnině a sousedí s pláží Wharariki; obecně není odříznut mořem. Druhý ostrov leží asi 150 metrů od pobřeží na moři a je relativně plochý a porostlý vegetací. Zbývající dva ostrovy jsou typické skalní útesy, přičemž ten větší má výšku 66 metrů a obsahuje dva přírodní skalní oblouky, což dalo jméno skupině skupiny ostrovů.